# Torpè
Torpè (sardisk: Torpè) er en by og en kommune (comune) i provinsen Nuoro i regionen Sardinien i Italien. Byen ligger i 24 meters højde og har 2.869 indbyggere (2016). Kommunen har et areal på 91,5 km² og grænser til kommunerne Budoni, Lodè, Padru, Posada, San Teodoro og Siniscola.